# 広島県緑化センター 県立広島緑化植物公園
ひろしま遊学の森　広島県緑化センター 県立広島緑化植物公園（ひろしまけんりょくかセンター けんりつひろしまりょくかしょくぶつこうえん）は、広島県広島市東区にある植物公園。
1980年9月1日開園。2015年11月3日より施設名が「ひろしま遊学の森　広島県緑化センター 県立広島緑化植物公園」になる。総面積125ヘクタール、標高118m - 655m、敷地内に総延長、約12,000mの遊歩道がある。
周囲を藤ヶ丸山 (665m)、三本木山 (486m)、立石山 (500m) に囲まれ広島市森林公園と隣接する。藤ヶ丸山から呉娑々宇山 (682m) へ行ける。

## 概要
- 所在地 - 広島市東区福田町166-2
- アクセス - 山陽自動車道・広島東より約15分
- 開園時間 - 9時 - 16時
- 休園日 - 毎週月曜日、12月29日 - 1月1日
- 入園料 - 無料（駐車場無料）
- 面　積 -　125ha
- 標　高 -　118m - 665m    管理事務所周辺　標高390m
- 施　設 -　学習展示館、緑の相談所、レストハウス、樹木見本園、見本庭園等
- 広　場 -　多目的広場、芝生広場、出合いの広場、ファミリー広場、ふれあい広場、林間広場等
- 歩　道 -　散策路　約12km
- 展望台 -　中央、北、南、大岩、立石
- 駐車場 -　第1 - 第5駐車場（無料：普通車500台、バス7台）、管理事務所横駐車場（研修会利用時等）、レストハウス前
- 身体障害者用駐車場 - 管理事務所横の駐車場、レストハウス前に設置
- 遊　具 -　木と水のふれあい広場
- 体　験 -　グリーンアドベンチャー、ネイチャーラリー
- 相　談 -　緑化相談員
- 研  修 -　緑化研修会、緑の学校、自然環境教室
- その他 -　管理事務所とレストハウスに貸し出し用の車イスあり（無料）。身体障害者用トイレは、学習展示館・レストハウス・緑の相談所にあり。